# Případ olověných masek

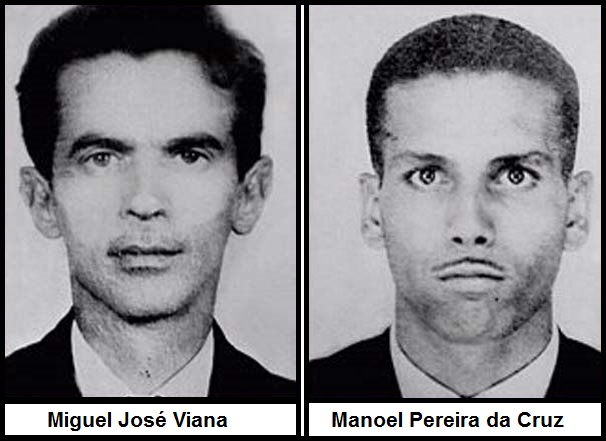
Fotografie obětí

Případ olověných masek (portugalsky o mistério das máscaras de chumbo) je neobjasněné úmrtí dvou brazilských elektrotechniků, Manuela Pereiry da Cruz (32) a Miguela José Viany (34), jejichž rozkládající se těla byla nalezena na pahorku Morro do Vintém ve městě Niterói (v brazilském státě Rio de Janeiro) dne 20. srpna 1966.

## Nález těl
Těla poprvé našel osmnáctiletý Paulo Cordeiro Azevedo dos Santos, který na místě lovil ptáky. Paulo ohlásil nález těl už 18. srpna ráno, ale místní policie mu nevěnovala pozornost. Vyšetřovat se začalo, až když nález v sobotu 20. srpna ohlásil jiný osmnáctiletý mladík, Jorge da Costa Alves, který na místě pouštěl draka. Policie k tělům přijela až 21. srpna ráno.
Oba mrtví leželi na zádech vedle sebe na jakési podložce z nasekaných větví (nebyl však nalezen žádný nůž nebo nástroj, kterým by si mohli větve nasekat), na sobě měli formální třídílný oblek s vestou a pláštěnku. Na tělech ani v jejich okolí se nenašly žádné známky násilí nebo zápasu. Poblíž těl policie našla prázdnou lahev od minerálky a balíček se dvěma malými ručníky. Miguel měl v plastovém pytlíku ve svém oblečení 157 000 cruzeirů, Manuel měl v kapse 4000.
Pozornost upoutalo to, že vedle hlav obou mužů byly položeny olověné masky, které daly případu jméno. (Podle jiných pramenů byly nasazeny přímo na tvářích.)
Tyto masky byly vlastně ručně vyřezané kusy olověného plechu ve tvaru slunečních brýlí bez stranic; použité nástroje a zbytky plechu policie našla v Manoelově dílně. 
Tamtéž se našla také spiritistická kniha A Vida no Planeta Marte od Marty Ramatis, v níž bylo podtrženo, že duchovní bytosti vydávají intenzivní světlo; z toho bylo usuzováno, že olověné masky je měly chránit právě před tímto světlem.
Policie našla také poznámkový blok se symboly a čísly a lístek s následujícím útržkovitým a gramaticky chybným textem:
| „ | 16:30 está local determinado. 18h30 ingerir cápsula após o efeito, proteger metais aguardar sinal máscara | “ |

| „ | 16.30 být na určeném místě. 18:30 spolknout kapsle, až [se dostaví] účinek chránit kovy čekat na signál masky | “ |

Některé prameny uvádějí, že rukopis, jímž byla zpráva napsána, nepatřil ani jednomu z mužů, podle jiných pramenů však sice patřil Miguelovi, ale neodpovídal jeho vyjadřování.

## Vyšetřování
Vyšetřovatelům se podařilo zrekonstruovat následující průběh posledních dní obou mužů. 17. srpna v devět hodin ráno odjeli z města, kde oba bydleli, Campos dos Goytacazes ve státě Rio de Janeiro (vzdušnou čarou asi 225 km severovýchodně od místa nálezu těl). Svým manželkám řekli, že jedou do São Paula, aby si tam koupili materiál, který budou potřebovat v práci, a rovněž auto. Na tento nákup si vzali peníze: asi tři miliony cruzeirů, což byla v dané době částka odpovídající ceně levného ojetého auta. Velká část peněz, které si vzali, tedy zmizela. Před odjezdem si Miguel povídal se svou neteří, které rovněž řekl, že si jede do São Paula koupit auto. Když se ho ptala, proč si jej nekoupí doma v Campos, odpověděl jí, že mimoto potřebuje něco zjistit a že „až se vrátí, řekne jí, jestli věří té historce se spiritismem, nebo ne“ (Eu preciso saber de uma coisa. Depois quando eu voltar, eu te conto se acredito mesmo nessa estória de espiritismo ou não). 
Ve 14.00 dorazili autobusem do Niterói. Navštívili obchod s elektronickými součástkami Fluoscop na ulici Travessa Alberto Vitor 13, kde už předtím nakupovali. Prodavač je znal; vypověděl, že spěchali a že s nimi nikdo nebyl. V obchodě Casa Brasília na ulici Cel. Gomes Machado si koupili pláštěnky (daný den pršelo) a v baru São Jorge na ulici Marquês do Paraná lahev minerálky. 
Servírka v baru vypověděla, že Miguel působil nervózně a stále se díval na hodinky. Z baru vyrazili přímo na místo, kde byli později nalezeni mrtví. Jeden ze svědků vypověděl, že k pahorku přijeli džípem, který řídil muž se světlými vlasy. V džípu byli ještě dva další lidé, kteří nebyli nikdy identifikováni. Naposledy byli spatřeni 17. srpna kolem 16.30 (tedy přibližně v čase uvedeném na lístku) na ulici Rua Marquês do Paraná, která je přímo pod Morro de Vintém.
Gracinda Barbosa Cortino de Souza, která se svými dětmi žila poblíž pahorku, kontaktovala místní policii a vypověděla, že 17. srpna mezi 19. a 20. hodinou nad pahorkem spatřila „mnohobarevný objekt vejcovitého tvaru oranžové barvy s ohnivým prstencem, z něhož vycházely různými směry modré paprsky “ (um objeto multicolorido, ovóide, de cor alaranjado, com um anel de fogo de onde saíam raios azuis em várias direções), vertikálně klesající a stoupající nad vrcholem pahorku asi 3-4 minuty. Toto pozorování však nahlásila až po nálezu těl.

## Teorie
Při pitvě nebyla nalezena žádná zranění, vzhledem k vysokému stupni rozkladu však nebylo možné zjistit přítomnost toxických látek v organismu nebo úraz elektrickým proudem (spekulovalo se o možnosti zásahu bleskem).
Policie spekulovala o tom, že oba muži byli zapletení do pašování elektroniky nebo špionáži, vzhledem ke zmizení velké částky peněz se uvažovalo i o loupežné vraždě. 
Společný přítel obou mužů Elcio Gomes později vypověděl, že muži byli členy místní skupiny, kterou popsal jako „vědecké spiritualisty“ (científico-espiritualista; spiritismus byl a je v Brazílii velmi populární), která usilovala o kontakt s obyvateli Marsu. Tato skupina také experimentovala s psychedeliky, objevila se tedy teorie, že se oba muži mohli nechtěně předávkovat.  Tomu by nasvědčovala i zmínka o spolknutí kapslí, vzhledem k tomu, že nebyl proveden toxikologický rozbor, ji ale nelze potvrdit.  V červnu 1966 oba muži spolu s Gomesem a dalšími přáteli provedli přinejmenším dva experimenty (jeden na Manoelově zahradě a jeden na blízké pláži Atafona), při nichž se pokoušeli kontaktovat mimozemské bytosti; oba experimenty skončily explozí.
Podle detektiva Saula Soarese de Souza, který se na vyšetřování podílel, pravděpodobně muži kontaktovali spiritistickou komunitu v Niterói, která byla vedena nějakou vysoce postavenou osobností, a měli se podílet na jakémsi spiritistickém experimentu, při kterém zemřeli. Soares dále prohlásil, že když vyšetřování pokročilo, ocitli se pod tlakem nadřízených, aby byl případ odložen.
V roce 1962 byl na vrcholu kopce Morro do Cruzeiro ve státě Rio de Janeiro s podobnou olověnou maskou nalezen mrtvý opravář televizí Hermes. 
V roce 1967 byla těla exhumována, ale nebyly zjištěny žádné nové informace. Případ byl proto odložen pro nedostatek důkazů.